# Bactrocera neopropinqua
Bactrocera neopropinqua är en tvåvingeart som beskrevs av Drew och Albany Hancock 1994. Bactrocera neopropinqua ingår i släktet Bactrocera och familjen borrflugor. Inga underarter finns listade.